# سیارک ۴۳۱۱
سیارک ۴۳۱۱ (به انگلیسی: 4311 Zguridi، نامگذاری:1978SY6) چهار هزار و سیصد و یازدهمین سیارک کشف شده‌است که در ۲۶ سپتامبر ۱۹۷۸ کشف شد.
قدر مطلق سیارک برابر ۱۳٫۶۰ است.